# 水素脆化
水素脆化（すいそぜいか、水素ぜい化、英語: hydrogen embrittlement）とは、鋼材中に吸収された水素により鋼材の強度（延性または靭性）が低下する現象のこと。

## 概要
全ての金属材料が水素侵入により誘発する金属強度の劣化現象である。水素脆性、水素もろさともよばれる。水素特有の現象として存在しているのは水素イオンの大きさが直径1fmと非常に小さく、通常の原子やイオンの直径0.1nmに対して10万分の1の大きさしかない陽イオンである為、自由電子を有する金属結合内に容易に侵入し拡散してしまうからである。その結果、水素は金属材料では扱い難い物質となっている。
特に水素脆化が問題視されるのは、腐食、溶接、酸洗い、電気メッキなどによる水素吸収時である。この水素吸収による破壊は「遅れ破壊」とも呼ばれる。水素脆性破壊は、結晶粒界、引張り応力のかかる箇所、応力の集中する部分で起こりやすい。ハーバー・ボッシュ法の開発にはこの問題が付きまとったことで知られる。 例として酸性溶液内の鋼が急激に割れてしまうことがあるが、これは溶液中の水素イオンが鋼中に侵入し、鋼を脆化させることに起因している。これらは古くから認識されてきた問題である。
水素脆化に関する研究は古くから、そして現在も数多く行われている。しかし、脆化を引き起こす影響因子が材料、応力、環境と多く複雑にからんでおり、その本質は現在も不明である。
水素脆化は拡散性水素の局在化に関連した現象であるため、水素量のほかに、拡散に関するパラメータである時間・温度のほか、応力状態（応力三軸度）・ひずみ・そもそもの材料強度にも依存する。加えて、材料中の拡散性水素の挙動を把握することも困難であり、これらの要素が本質的解明を阻害している。
水素脆性が問題となる例は数多く、水素を燃料とするロケットエンジンの開発や水素燃料電池車用エンジンの開発で問題になった。金属には水素を取り込む性質を持っている物があるため、一度水素に対して暴露されると水素脆性の問題が出てくる。特にステンレス鋼は水素による材料の強度、延性が低下する現象が顕著であるため、低強度材、つまり水素感受性の小さな材料での使用に制限したり、脱水素（ベーキング）処理を施すことで、一応の解決を得ている。この際、金属の結晶格子内に浸透した水素原子は、金属水素化物になる。
現在は環境問題の観点も含め、軽量化、高強度化が強く求められ、構造部品の高応力設計が必要になってきている。金属材料の性能をより限界に近い部分で発揮させようとすれば、前述のステンレス鋼の解決策のように、低強度材のみの使用に制限することはできなくなり、水素脆化が問題になる。このため、メカニズム解明と抜本的解決がますます求められるようになっている。

## 対策
2010年（平成22年）、九州大学と産業技術総合研究所の研究グループが、ステンレス鋼中に大量の水素を侵入させると、金属強度が低下するという常識に反して、逆に疲労強度特性が著しく改善することを発見した。
2013年（平成25年）には、九州大学カーボンニュートラル・エネルギー国際研究所（I2CNER）と、米国サンディア国立研究所などの研究グループは、水素に酸素を添加することで、金属疲労を抑制できることを発見するとともに、その定式化にも成功した。金属内で酸素がき裂表面に優先的に吸着され、水素原子の侵入を防止するためである。
水素脆性の除去には、加熱して水素を減らす方法と、水素タンク内にアルミの被覆膜をつけるなどの対策がある。

## 利用
一方で、金属における水素の取り込みを利用する例も見られる。一部の水素吸蔵合金では、吸収・放出サイクルによって微粉化する現象が見られる。また、希土類磁石の製造工程においてこの現象を利用することによって原料を粉砕する手法も用いられている。パラジウム内に吸蔵された重水素原子による常温核融合に関与する可能性も一部で議論されている。
日立GEニュークリア・エナジーでは、炉心溶融(メルトダウン)を起こした原子炉の炉心溶融物(デブリ)の除去時に炉心溶融物を粉砕するために水素脆化を利用する事が検討される。